# Dan Frisa
Daniel Frisa (né le 27 avril 1955) est un avocat américain et homme politique républicain, membre du Congrès des États-Unis et législateur de l'État de New York.

## Biographie
Né dans le Queens, à New York, Frisa fréquente les écoles publiques d'East Meadow, à New York, et est diplômé de l'Université St. John's. Il obtient son diplôme de Juris Doctor au Touro Law Center. Il est Eagle Scout à l'âge de treize ans. Il est ensuite représentant marketing pour Johnson & Johnson et directeur de la vente au détail pour Fortunoff avant d'entrer en politique. Frisa est membre de l'Assemblée de l'État de New York de 1985 à 1992, siégeant dans les 186e, 187e, 188e et 189e législatures de l'État de New York.
Frisa bat le républicain David A. Levy lors des élections primaires de 1994 et effectue un mandat au 104e Congrès, représentant le 4e district du Congrès de New York.
Frisa se représente en 1996, mais est battu par Carolyn McCarthy, qui est connue pour son opposition à certaines lois fédérales sur les armes à feu. Le mari de McCarthy est décédé et son fils a été blessé lors de la fusillade de masse du 7 décembre 1993 perpétrée par Colin Ferguson à bord d'un train de banlieue de Long Island Railroad. La fusillade a eu lieu dans le district de Frisa et McCarthy devient une militante pour le contrôle des armes à feu après l'incident. L'histoire est racontée dans le téléfilm de 1998 The Long Island Incident.
Depuis qu'il a quitté le Congrès, Frisa écrit pour NewsMax et fait des apparitions dans des programmes télévisés à orientation politique. En 2002, il tente sans succès de regagner son siège au Congrès. Frisa est ensuite avocat principal chez SHAHLA PC.